# Wiang Kaen (huyện)
Wiang Kaen (tiếng Thái: เวียงแก่น) là huyện (‘‘amphoe’’) cực đông của tỉnh Chiang Rai, phía bắc Thái Lan.

## Lịch sử
Vùng này đã là Mueang Wiang Kaen, nằm bên sông Ngao. Đơn vị này đã được thành lập cùng thời với vương quốc Sukhothai và Chiang Rai.
Chính phủ Thái Lan đã tách ba tambon Muang Yai, Po và Lai Ngao từ Chiang Khong để lập tiểu huyện (King Amphoe) ngày 1 tháng 4 năm 1987. Đơn vị này đã được nâng thành huyện ngày 7 tháng 9 năm 1995.

## Địa lý
Các huyện giáp ranh (từ phía nam theo chiều kim đồng hồ) là Thoeng, Khun Tan, Chiang Khong của tỉnh Chiang Rai. Phía đông là các tỉnh Bokeo Oudomxai của Lào.

## Hành chính
Huyện này được chia thành 4 phó huyện (tambon), các đơn vị này lại được chia thành 41 làng (muban). Không có khu vực đô thị (thesaban, và 4 tổ chức hành chính tambon (TAO).
| Số TT | Tên       | Tên tiếng Thái | Số làng | Dân số |  |
| ----- | --------- | -------------- | ------- | ------ |  |
| 1.    | Muang Yai | ม่วงยาย         | 9       | 7.449  |  |
| 2.    | Po        | ปอ             | 20      | 15.946 |  |
| 3.    | Lai Ngao  | หล่ายงาว        | 6       | 3.490  |  |
| 4.    | Tha Kham  | ท่าข้าม          | 6       | 5.425  |  |